# Liste der Wappen im Regionalverband Saarbrücken
Die Liste der Wappen im Regionalverband Saarbrücken zeigt die Wappen der Städte, Gemeinden und ehemals selbständigen Gemeinden im saarländischen Regionalverband Saarbrücken.

## Regionalverband Saarbrücken

Regionalverband Saarbrücken Geviert: 1 und 4 in blauem, mit fünf silbernen Fußspitzkleeblattkreuzen bestreutem Feld ein doppelschwänziger, golden bekrönter, rot gezungter silberner Löwe; 2 und 3 in blauem, mit fünf goldenen Schindeln bestreutem Feld ein doppelschwänziger, rot gekrönter und rot gezungter goldener Löwe.
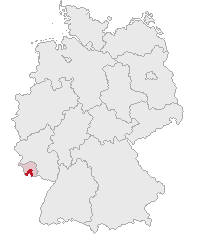
Lage des Regionalverbandes Saarbrücken in Deutschland
Lage des Regionalverbandes Saarbrücken im Saarland

## Wappen der Städte und Gemeinden

Landeshauptstadt Saarbrücken Innerhalb eines von Schwarz und Silber gestückten Schildbordes unter gespaltenem silbernen Schildhaupt – darin rechts eine rote Rose mit goldenem Samen und grünen Kelchblättern, links schräggekreuzt ein schwarzer Schlägel und ein schwarzer Hammer, unter den Stielenden eine gestürzte schwarze Zange – in Blau ein goldgekrönter, goldbewehrter und rotgezungter silberner Löwe, bewinkelt von vier silbernen Tatzenkreuzen.[1]
Stadt Friedrichsthal Im geteilten Schilde im oberen blauen Felde wachsend ein rotbewehrter, gekrönter goldener Löwe, in der rechten Pranke eine Grubenlampe haltend, im unteren goldenen Felde zwei gekreuzte Glaspfeifen. → Details
Gemeinde Großrosseln
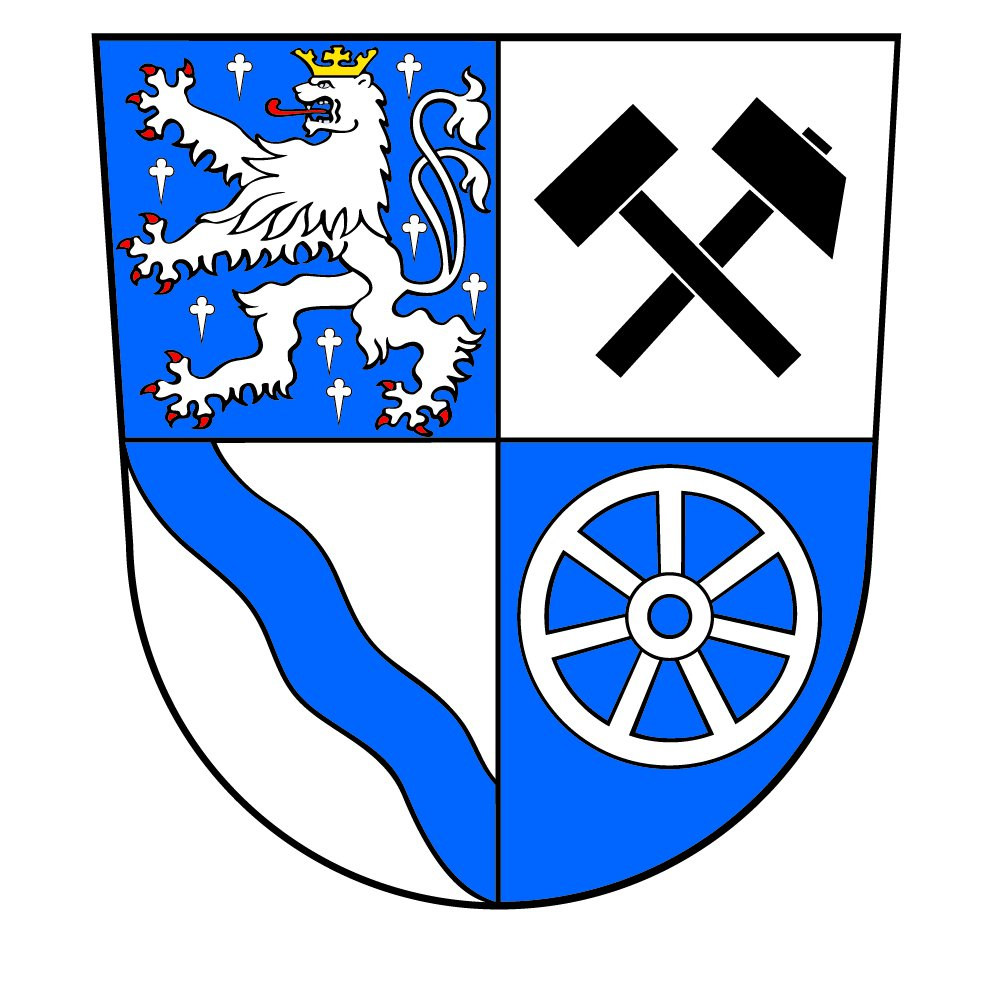
Gemeinde Heusweiler
Gemeinde Kleinblittersdorf Geteilt von Gold und Blau, oben ein gestümmelter roter Adler, unten ein silberner Pfahl, begleitet rechts von einer schräggestellten goldenen Wolfsangel mit stumpfen Enden und zwei Mittelsprossen, links von einer schräggestellten goldenen Wolfsangel mit stumpfen Enden und einer Mittelsprosse, und belegt mit einem roten Brand.
Stadt Püttlingen Durch eine eingebogene Spitze, darin in blauem, mit neun goldenen Schindeln bestreuten Feld, ein rechtsgewendeter, rotbewehrter und rotgezungter goldener gekrönter Löwe. Im Rechten Obereck in Rot ein schwebendes silbernes Ankerkreuz, im linken Obereck in Silber ein roter Balken. → Details
Gemeinde Quierschied
Gemeinde Riegelsberg Von Blau und Schwarz durch einen goldenen Schräglinksbalken geteilt, oben drei (2:1 gestellte) silberne Fußspitzkleeblattkreuze, unten eine sechsspeichige goldene Seilscheibe → Details
Stadt Sulzbach/Saar Auf blauem Schild einen silbernen Wellenschrägbalken von rechts oben nach links unten. Links oben gekreuzt mit golden Stielen in Silber Schlägel und Eisen. → Details
Stadt Völklingen

## Ehemalige Ämter mit eigenem Wappen

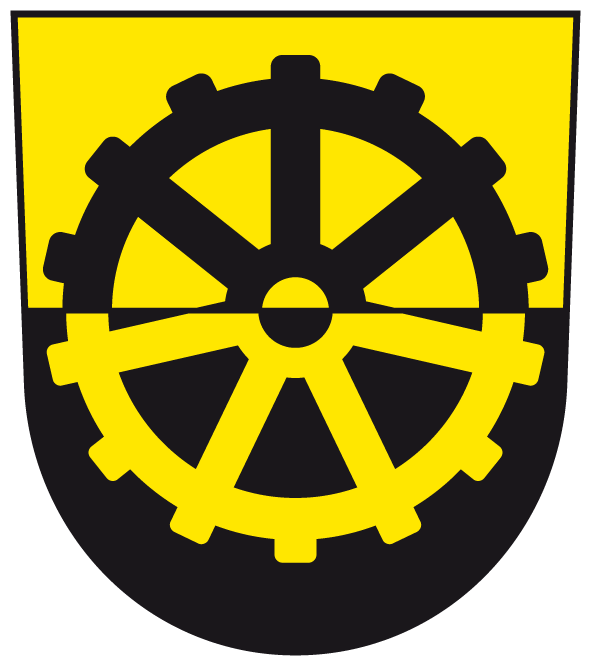
Amt Brebach
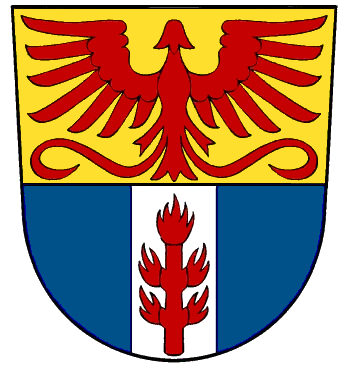
Amt Kleinblittersdorf
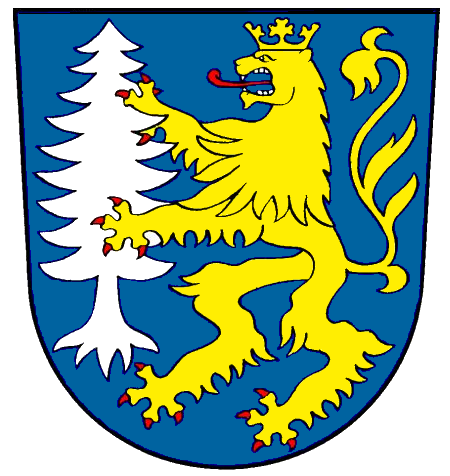
Amt Ludweiler In Blau ein rot bewehrter und rotgezungter gekrönter goldener Löwe, in den Pranken eine bewurzelte silberne Tanne haltend.

## Ehemalige Gemeinden mit eigenem Wappen

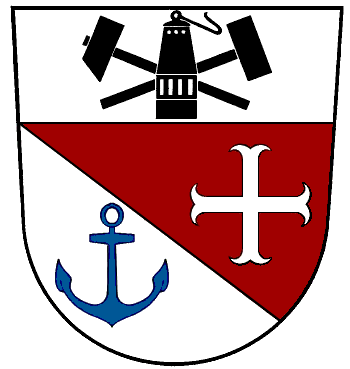
Gemeinde Altenkessel
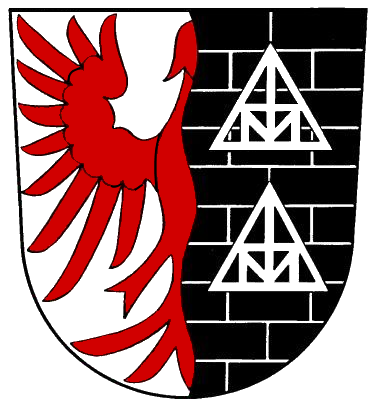
Gemeinde Auersmacher
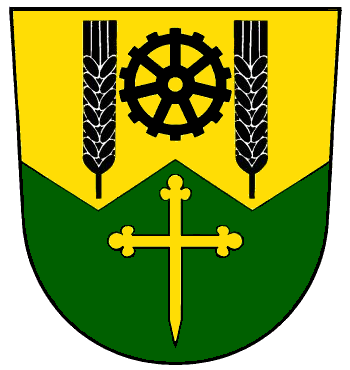
Gemeinde Bischmisheim
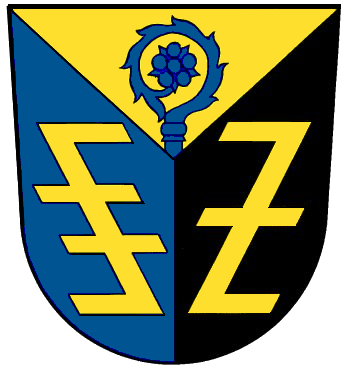
Gemeinde Bliesransbach
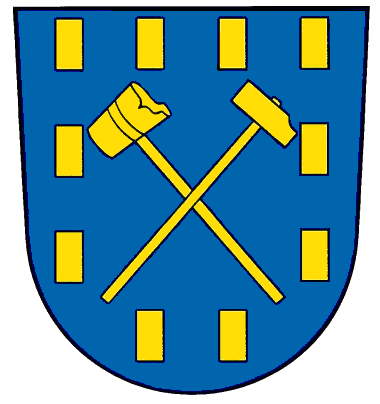
Gemeinde Brebach
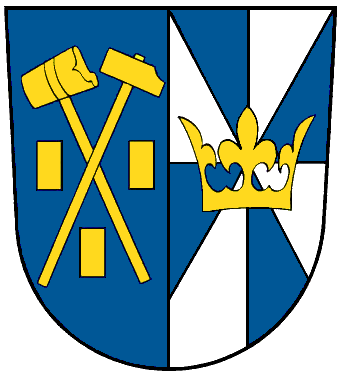
Gemeinde Brebach-Fechingen
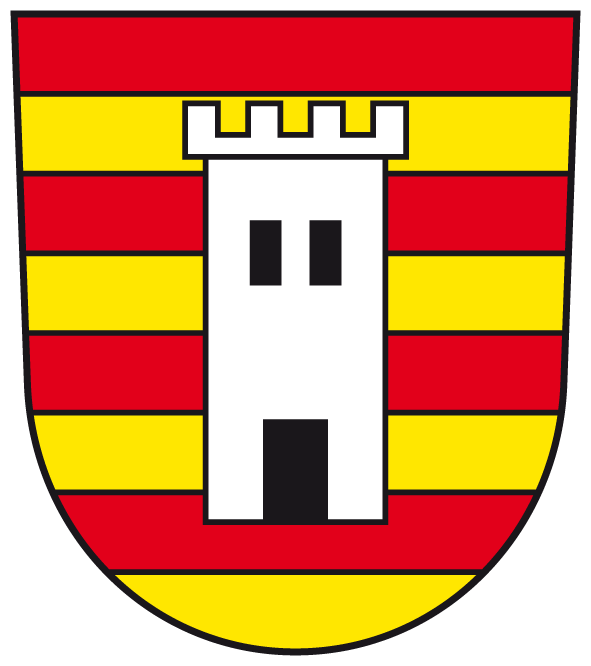
Gemeinde Bübingen
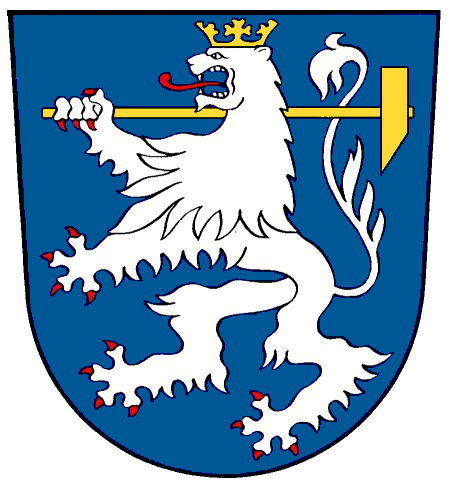
Stadt Dudweiler In einem schwarz und weiß und rot gesteckten Schildbord in Blau ein weißer (silberner) goldgekrönter Löwe, der mit der rechten Vorderpranke einen gelben (goldenen) Schlägel geschultert hat.
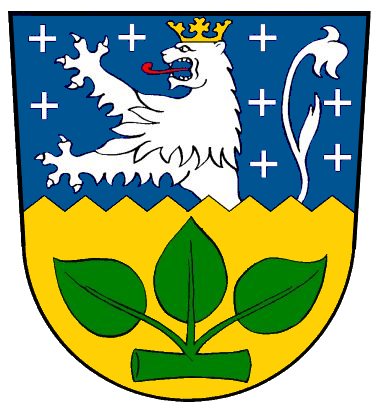
Gemeinde Eiweiler
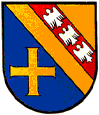
Gemeinde Emmersweiler
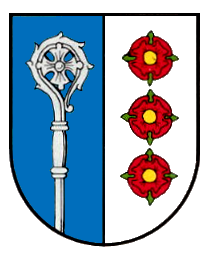
Gemeinde Ensheim
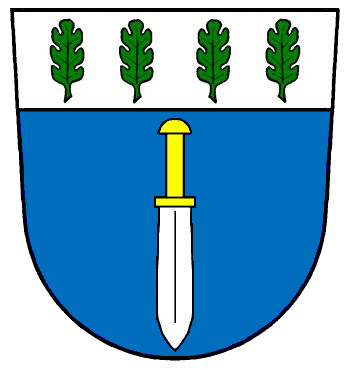
Gemeinde Eschringen
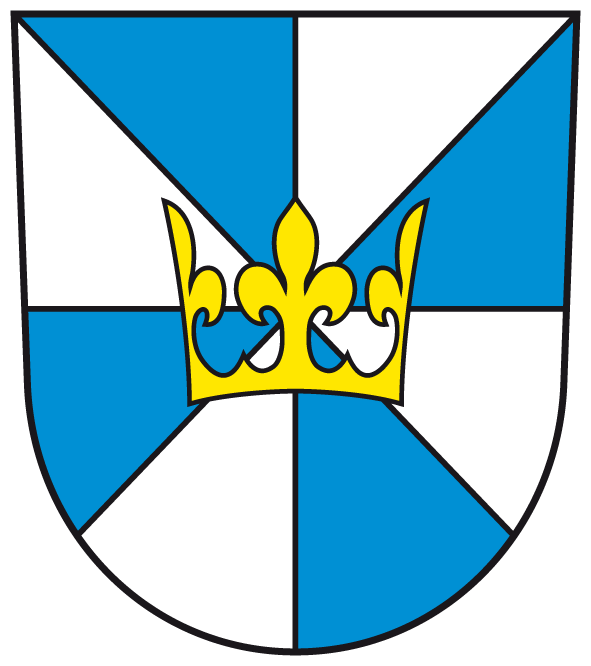
Gemeinde Fechingen
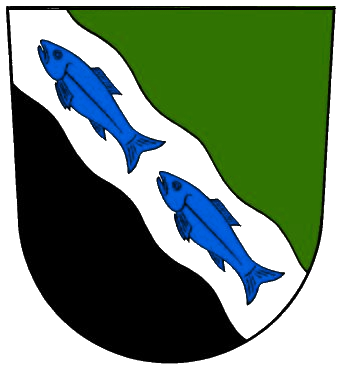
Gemeinde Fischbach-Camphausen
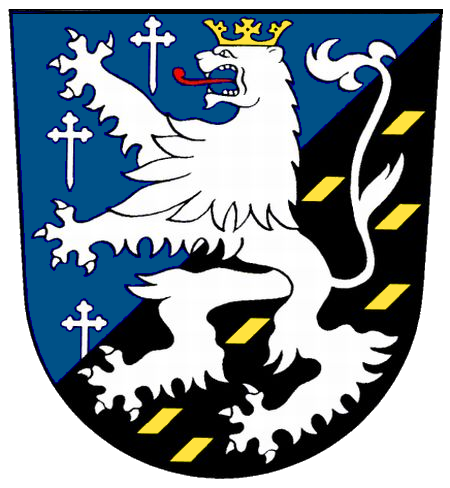
Gemeinde Gersweiler
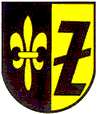
Gemeinde Großrosseln
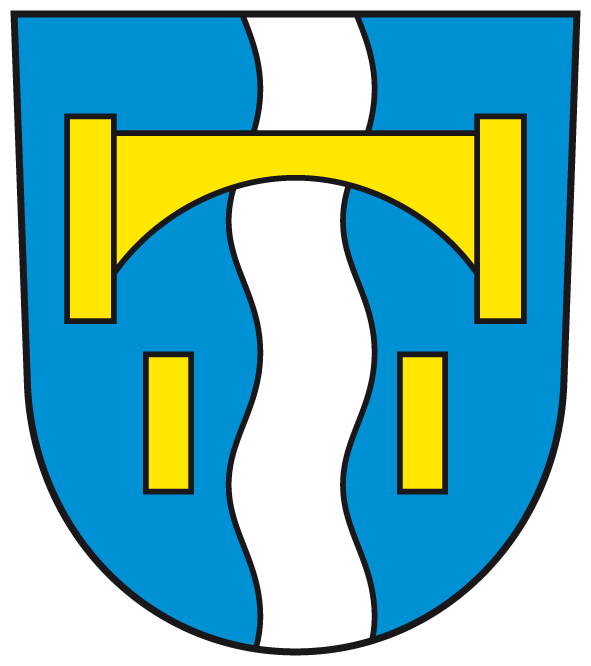
Gemeinde Güdingen
Gemeinde Heusweiler
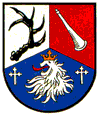
Gemeinde Karlsbrunn
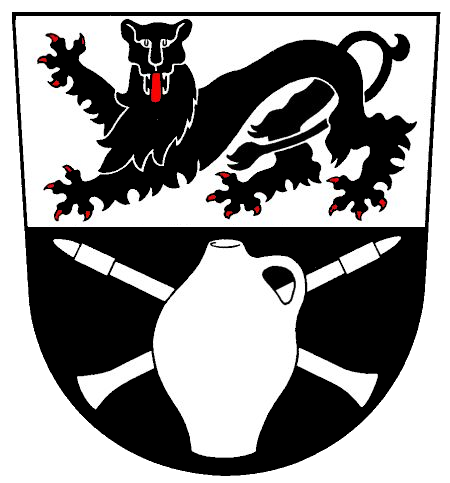
Gemeinde Klarenthal
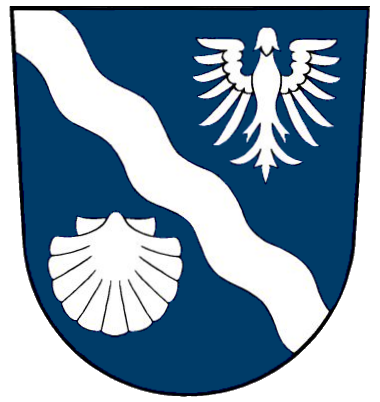
Gemeinde Kleinblittersdorf altes Wappen
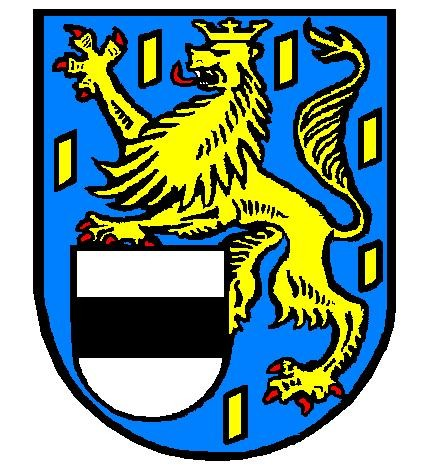
Gemeinde Köllerbach
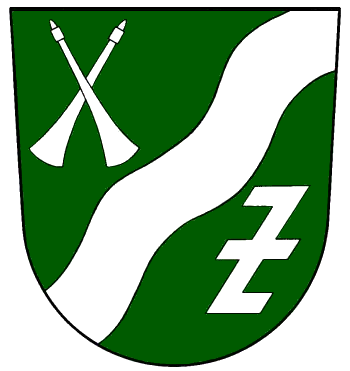
Gemeinde Lauterbach
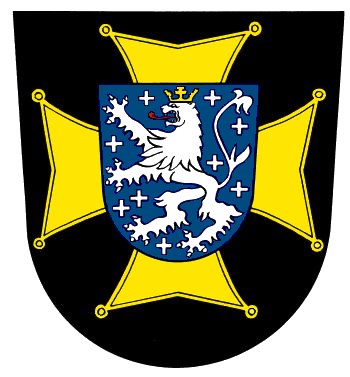
Gemeinde Ludweiler
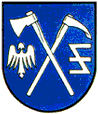
Gemeinde Naßweiler
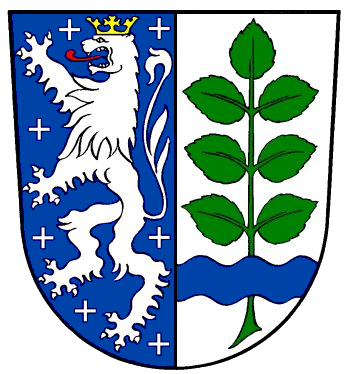
Gemeinde Niedersalbach
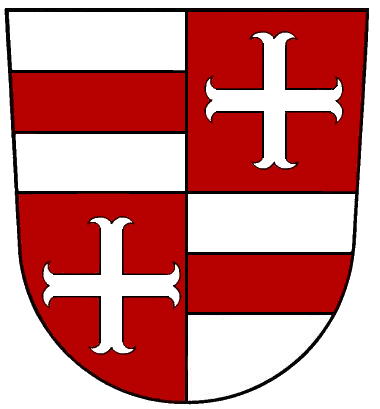
Stadt Püttlingen Geviert, oben rechts und unten links in Silber ein roter Balken, oben links und unten rechts in Rot ein silbernes Ankerkreuz; auf dem gekrönten Bügelhelm mit rot-silbernen Decken ein roter Flug mit rechts silbernen Schwungfedern und links silbernem Balken.
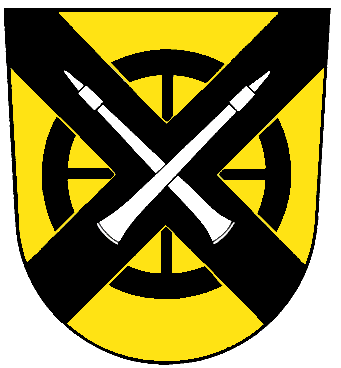
Gemeinde Quierschied Altes Wappen
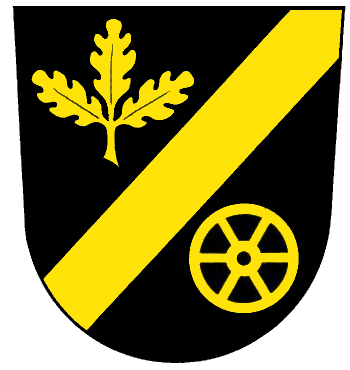
Gemeinde Riegelsberg
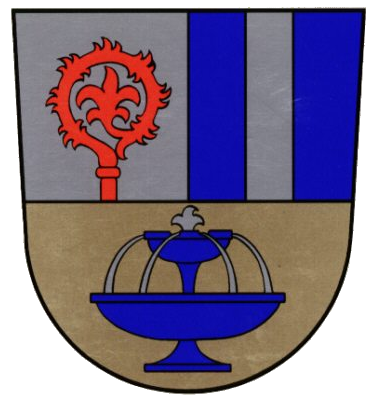
Gemeinde Rilchingen-Hanweiler
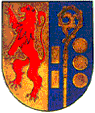
Gemeinde St. Nikolaus
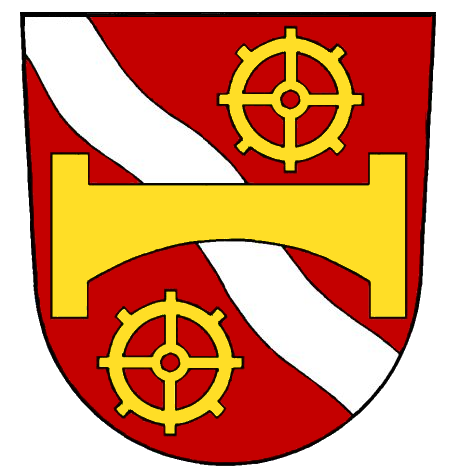
Gemeinde Schafbrücke
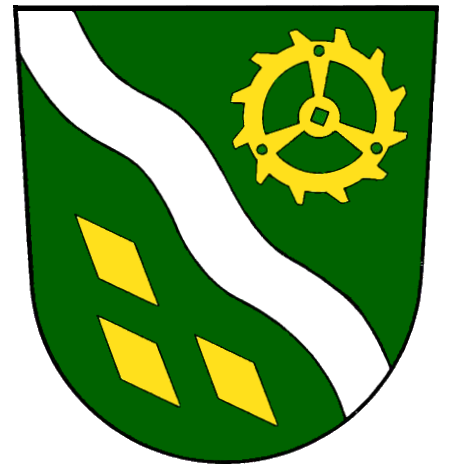
Gemeinde Scheidt
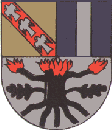
Gemeinde Sitterswald
Gemeinde Wahlschied
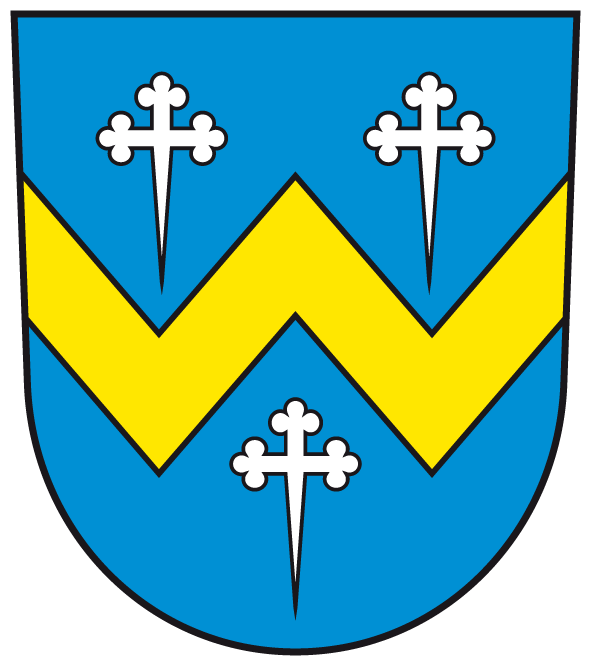
Gemeinde Walpershofen

## Wappen von Ortsteilen

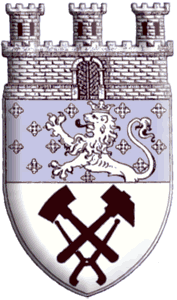
Burbach